# Calloselasma rhodostoma
Genre
Espèce
Synonymes
- Trigonocephalus rhodostoma Kuhl, 1824
- Ancistrodon annamensis Angel, 1933

Statut de conservation UICN

 LC  : Préoccupation mineure
Calloselasma rhodostoma ou calloselasme à lèvres roses, mocassin de Malaisie ou vipère de Malaisie, unique représentant du genre Calloselasma, est une espèce de serpents de la famille des Viperidae et de la sous-famille des Crotalinae (les crotales).
Cette espèce est venimeuse et comme elle est relativement commune et entre souvent en contact avec l'homme, des centaines de cas de morsures sont signalées chaque année ; fort heureusement, seule une faible proportion de ces morsures se révèlent mortelles (environ 2%).
C'est le serpent qui tue le plus de personnes en Thaïlande (à noter qu'il n'y a dans ce pays qu'une soixantaine de décès par morsure de serpent par an).

## Répartition

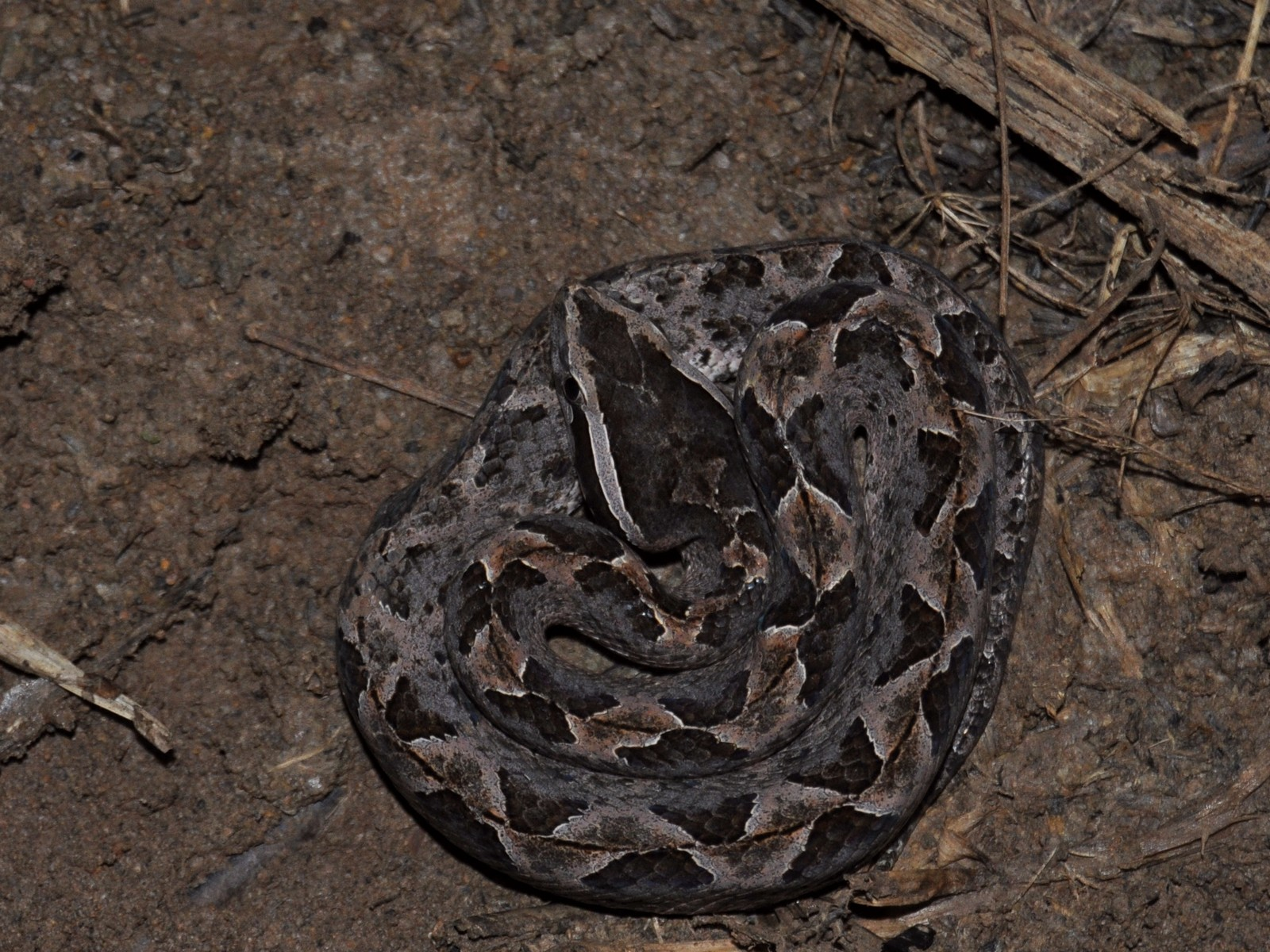
Au Karawang, à l'ouest de Java

Cette espèce se rencontre :
- dans le sud du Viêt Nam ;
- au Cambodge ;
- en Thaïlande ;
- au Laos ;
- dans l'ouest de la Malaisie ;
- en Indonésie, sur l'île de Java.

## Habitat
La mocassin de Malaisie vit dans les forêts tropicales sèches et les massifs de bambous mais il est aussi fréquent dans les plantations, à proximité des fermes car les rongeurs y abondent.

## Description

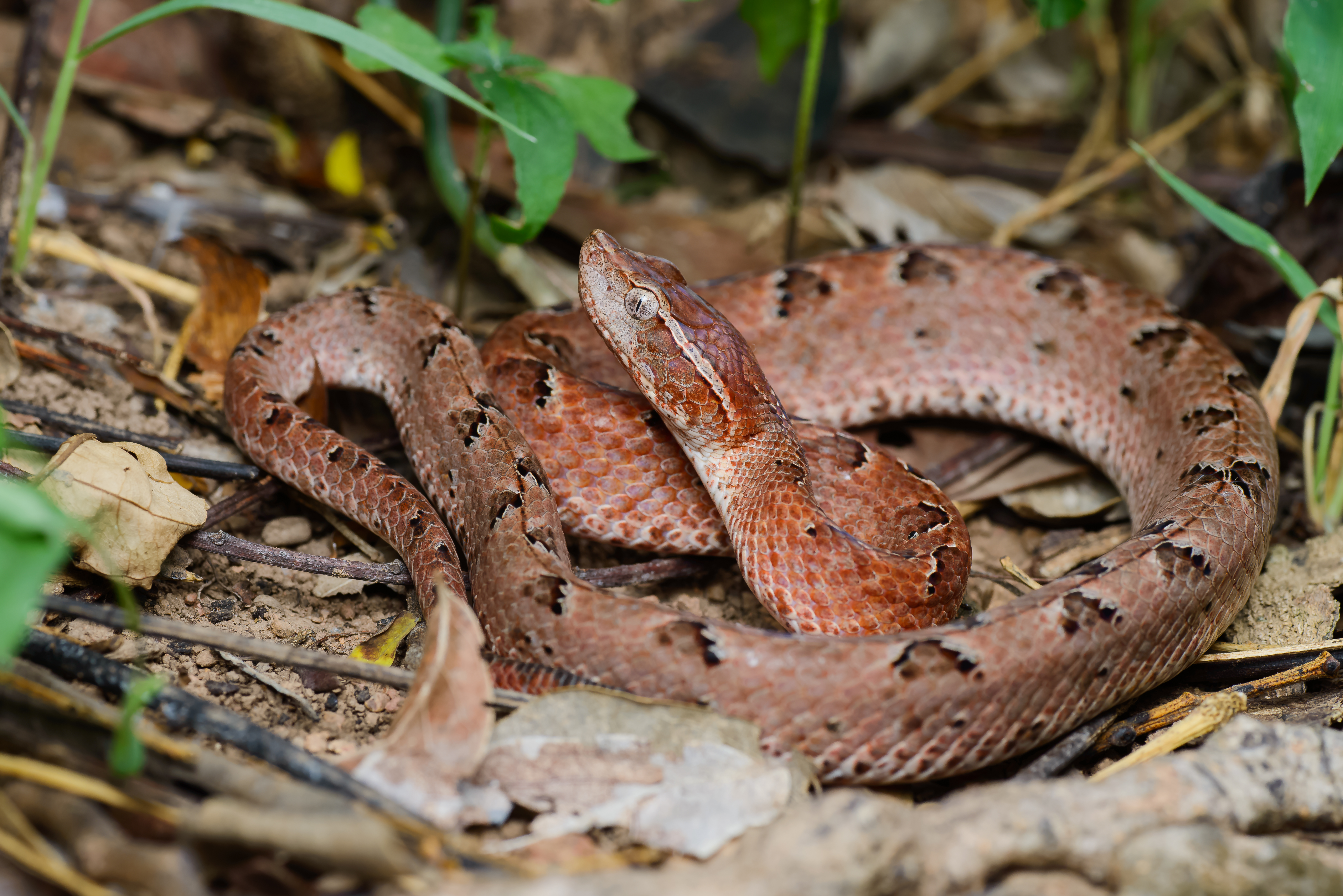
Vipère de Malaise, parc national de Kaeng Krachan, Thaïlande

Ce serpent mesure de 70 centimètres à 1 mètre de long, les femelles étant plus grandes que les mâles.
Ce serpent a une tête lancéolée avec les lèvres, le menton et la gorge blancs. Son museau est pointu et retroussé. Ses fossettes thermosensibles sont très visibles : ces capteurs de chaleur lui permettent de repérer d'éventuelles proies même dans l'obscurité. Une large bande noire surmontée d'une ligne claire plus étroite s'étire des yeux jusqu'à l'arrière des mâchoires.
De chaque côte de son dos rouge, on voit des petites marques triangulaires noires.

## Alimentation
Le mocassin de Malaisie chasse la nuit à l'orée des forêts en milieu ouvert. Il se nourrit de rats, de lézards et de grenouilles.

## Reproduction
C'est l'une des rares espèces de crotales ovipare. Les femelles pondent de 20 à 40 œufs puis elles s'enroulent autour pour les veiller dessus durant l'incubation.

## Liste des sous-espèces
Selon The Reptile Database (14 septembre 2011) :
- Calloselasma rhodostoma rhodostoma (Kuhl, 1824)
- Calloselasma rhodostoma annamensis (Angel, 1933)

## Taxinomie
La première utilisation du nom "rhodostoma" était apparemment faite dans un manuscrit inédit de Heinrich Boie (Erpétologie de Java) qui a été cité dans Friedrich Boie, 1827. Kuhl (1824) a publié une description formelle en 1824.

## Publications originales
- Boie, 1827 : Bemerkungen über Merrem's Versuch eines Systems der Amphibien, 1. Lieferung: Ophidier. Isis von Oken, Jena, vol. 20, p. 508-566 (texte intégral).
- Cope, 1860 : Catalogue of the venomous serpents in the Museum of the Academy of Natural Sciences of Philadelphia, with notes on the families, genera and species. Proceedings of the Academy of Natural Sciences of Philadelphia, vol. 1859, p. 332-347 (texte intégral).
- Kuhl, 1824 : Sur les Reptiles de Java. Bulletin des sciences naturelles et de géologie, vol. 2, p. 79-83 (texte intégral).